# Абир

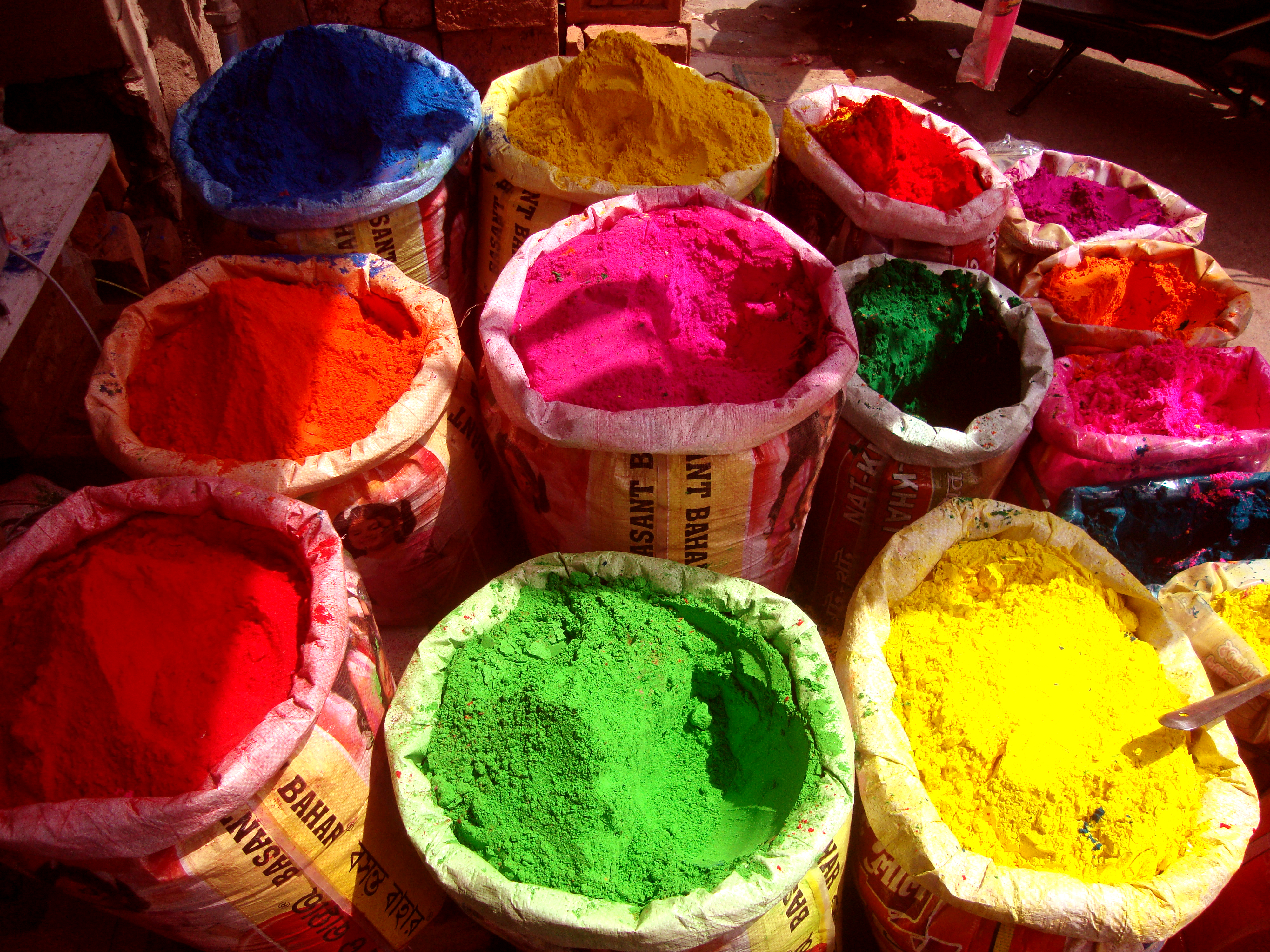
Абир

Абир — разноцветная порошковая краска, часто используемая в Индии.
Традиционно абир используют во время «фестиваля красок» Холи, когда люди кидают этот разноцветный порошок друг в друга. Перед началом фестиваля, абир продаётся на рынках и в магазинах в Индии.
Абир бывает синтетического или естественного происхождения. Различные оттенки естественного абира добываются из таких цветов, как календула, гибискус, допати и др. Чтобы придать ей блеск, к краске иногда добавляется порошок из слюды.